# Continental Basketball Association 1985-1986
La stagione CBA 1985-86 fu la 40ª della Continental Basketball Association. Parteciparono 14 squadre divise in due gironi.
Rispetto alla stagione precedente si aggiunsero i Kansas City Sizzlers. I Lancaster Lightning, i Louisville Catbirds, i  Puerto Rico Coquis e i Sarasota Stingers si trasferirono rispettivamente a Baltimora, La Crosse, Bangor e Palmetto, cambiando nome in Baltimore Lightning, La Crosse Catbirds, Maine Windjammers e Florida Stingers. I Toronto Tornados si trasferirono durante la stagione a Pensacola, divendando i Pensacola Tornados. Gli Albuquerque Silvers fallirono.

## Squadre partecipanti
- Albany Patroons
- Baltimore Lightning
- B.S. Bombardiers
- Cincin. Slammers
- Detroit Spirits
- Evansville Thunder
- Florida Stingers
- Kansas City Sizzlers
- La Crosse Catbirds
- Maine Windjam.
- Tampa Bay Thrillers
- Toronto Tornados /  Pensacola Torn.s
- Wisconsin Flyers
- Wyoming Wildcat.

## Classifiche

### Eastern Division
| Squadra                    | V  | P  | QW    | PTS   |
| -------------------------- | -- | -- | ----- | ----- |
| Tampa Bay Thrillers        | 34 | 14 | 109,0 | 211,0 |
| Bay State Bombardiers      | 30 | 18 | 105,0 | 195,0 |
| Baltimore Lightning        | 26 | 22 | 101,0 | 179,0 |
| Albany Patroons            | 24 | 24 | 99,5  | 171,5 |
| Florida Stingers           | 21 | 27 | 99,0  | 162,0 |
| Maine Windjammers          | 18 | 30 | 84,0  | 138,0 |
| Toronto/Pensacola Tornados | 15 | 33 | 81,5  | 126,5 |

### Western Division
| Squadra              | V  | P  | QW    | PTS   |
| -------------------- | -- | -- | ----- | ----- |
| Cincinnati Slammers  | 33 | 15 | 102,5 | 201,5 |
| Evansville Thunder   | 25 | 23 | 97,5  | 172,5 |
| Detroit Spirits      | 24 | 24 | 100,0 | 172,0 |
| La Crosse Catbirds   | 24 | 24 | 98,5  | 170,5 |
| Kansas City Sizzlers | 25 | 23 | 94,0  | 169,0 |
| Wyoming Wildcatters  | 21 | 27 | 93,0  | 156,0 |
| Wisconsin Flyers     | 16 | 32 | 79,5  | 127,5 |

## Play-off

### Quarti di finale
| 19 marzo | Cincinnati Slammers | 140 – 113 | Kansas City Sizzlers |  |

| 20 marzo | Cincinnati Slammers | 129 – 103 | Kansas City Sizzlers |  |

| 22 marzo | Kansas City Sizzlers | 133 – 136 (d.1t.s.) | Cincinnati Slammers |  |

| 23 marzo | Kansas City Sizzlers | 1114 – 124 | Cincinnati Slammers |  |

### Semifinali di conference
| 19 marzo | Tampa Bay Thrillers | 118 – 127 | Albany Patroons |  |

| 21 marzo | Tampa Bay Thrillers | 119 – 104 | Albany Patroons |  |

| 23 marzo | Albany Patroons | 101 – 104 | Tampa Bay Thrillers |  |

| 24 marzo | Albany Patroons | 103 – 100 | Tampa Bay Thrillers |  |

| 26 marzo | Albany Patroons | 124 – 118 | Tampa Bay Thrillers |  |

| 27 marzo | Tampa Bay Thrillers | 134 – 111 | Albany Patroons |  |

| 29 marzo | Tampa Bay Thrillers | 118 – 110 | Albany Patroons |  |

| 18 marzo | Bay State Bombardiers | 115 – 121 | Baltimore Lightning |  |

| 20 marzo | Bay State Bombardiers | 135 – 132 | Baltimore Lightning |  |

| 22 marzo | Baltimore Lightning | 115 – 130 | Bay State Bombardiers |  |

| 23 marzo | Baltimore Lightning | 130 – 136 | Bay State Bombardiers |  |

| 25 marzo | Baltimore Lightning | 125 – 122 | Bay State Bombardiers |  |

| 28 marzo | Bay State Bombardiers | 118 – 114 | Baltimore Lightning |  |

| 25 marzo | Cincinnati Slammers | 126 – 117 | Evansville Thunder |  |

| 26 marzo | Cincinnati Slammers | 108 – 105 (d.1t.s.) | Evansville Thunder |  |

| 28 marzo | Evansville Thunder | 114 – 111 | Cincinnati Slammers |  |

| 29 marzo | Evansville Thunder | 131 – 116 | Cincinnati Slammers |  |

| 1º aprile | Cincinnati Slammers | 115 – 104 | Evansville Thunder |  |

| 20 marzo | Detroit Spirits | 117 – 114 | La Crosse Catbirds |  |

| 21 marzo | Detroit Spirits | 121 – 118 (d.1t.s.) | La Crosse Catbirds |  |

| 24 marzo | La Crosse Catbirds | 123 – 110 | Detroit Spirits |  |

| 25 marzo | La Crosse Catbirds | 115 – 105 | Detroit Spirits |  |

| 27 marzo | La Crosse Catbirds | 105 – 117 | Detroit Spirits |  |

| 29 marzo | La Crosse Catbirds | 131 – 117 | Detroit Spirits |  |

| 31 marzo | La Crosse Catbirds | 108 – 107 | Detroit Spirits |  |

### Finali di conference
| 2 aprile | Tampa Bay Thrillers | 118 – 110 | Bay State Bombardiers |  |

| 3 aprile | Tampa Bay Thrillers | 112 – 93 | Bay State Bombardiers |  |

| 4 aprile | Bay State Bombardiers | 107 – 104 (d.1t.s.) | Tampa Bay Thrillers |  |

| 6 aprile | Bay State Bombardiers | 97 – 98 | Tampa Bay Thrillers |  |

| 8 aprile | Bay State Bombardiers | 117 – 119 | Tampa Bay Thrillers |  |

| 3 aprile | Cincinnati Slammers | 107 – 95 | La Crosse Catbirds |  |

| 4 aprile | Cincinnati Slammers | 102 – 120 | La Crosse Catbirds |  |

| 6 aprile | La Crosse Catbirds | 100 – 86 | Cincinnati Slammers |  |

| 7 aprile | La Crosse Catbirds | 99 – 92 | Cincinnati Slammers |  |

| 8 aprile | La Crosse Catbirds | 86 – 101 | Cincinnati Slammers |  |

| 11 aprile | Cincinnati Slammers | 93 – 101 | La Crosse Catbirds |  |

### Finale CBA
| 16 aprile | Tampa Bay Thrillers | 123 – 94 | La Crosse Catbirds |  |

| 17 aprile | Tampa Bay Thrillers | 114 – 93 | La Crosse Catbirds |  |

| 20 aprile | La Crosse Catbirds | 106 – 109 | Tampa Bay Thrillers |  |

| 22 aprile | La Crosse Catbirds | 109 – 106 | Tampa Bay Thrillers |  |

| 23 aprile | La Crosse Catbirds | 108 – 110 | Tampa Bay Thrillers |  |

### Tabellone
|  | Quarti di finale | Quarti di finale | Quarti di finale |            |   | Semifinali di conference | Semifinali di conference | Semifinali di conference |   |  | Finali di conference | Finali di conference | Finali di conference |   |  | Finale CBA | Finale CBA | Finale CBA |
|  |                  |                  |                  |            |   |                          |                          |                          |   |  |                      |                      |                      |   |  |            |            |            |
|  |                  |                  |                  |            |   |                          |                          |                          |   |  |                      |                      |                      |   |  |            |            |            |
|  |                  | 1e               | Tampa Bay        | 4          |   |                          |                          |                          |   |  |                      |                      |                      |   |  |            |            |            |
|  |                  |                  |                  | 4          |   |                          |                          |                          |   |  |                      |                      |                      |   |  |            |            |            |
|  |                  |                  | 4e               | Albany     | 3 |                          |                          |                          |   |  |                      |                      |                      |   |  |            |            |            |
|  |                  |                  | 4e               | Albany     | 3 |                          |                          |                          |   |  |                      |                      |                      |   |  |            |            |            |
|  |                  |                  |                  |            |   |                          |                          |                          |   |  |                      |                      |                      |   |  |            |            |            |
|  |                  |                  |                  |            |   |                          |                          |                          |   |  |                      |                      |                      |   |  |            |            |            |
|  |                  |                  |                  |            |   |                          | 1e                       | Tampa Bay                | 4 |  |                      |                      |                      |   |  |            |            |            |
|  |                  |                  |                  |            |   |                          |                          |                          | 4 |  |                      |                      |                      |   |  |            |            |            |
|  |                  | 2e               | Bay State        | 1          |   |                          |                          |                          |   |  |                      |                      |                      |   |  |            |            |            |
|  |                  | 2e               | Bay State        | 1          |   |                          |                          |                          |   |  |                      |                      |                      |   |  |            |            |            |
|  |                  |                  |                  |            |   |                          |                          |                          |   |  |                      |                      |                      |   |  |            |            |            |
|  |                  |                  |                  |            |   |                          |                          |                          |   |  |                      |                      |                      |   |  |            |            |            |
|  |                  | 3e               | Baltimore        | 2          |   |                          |                          |                          |   |  |                      |                      |                      |   |  |            |            |            |
|  |                  |                  |                  | 2          |   |                          |                          |                          |   |  |                      |                      |                      |   |  |            |            |            |
|  |                  |                  | 2e               | Bay State  | 4 |                          |                          |                          |   |  |                      |                      |                      |   |  |            |            |            |
|  |                  |                  | 2e               | Bay State  | 4 |                          |                          |                          |   |  |                      |                      |                      |   |  |            |            |            |
|  |                  |                  |                  |            |   |                          |                          |                          |   |  |                      |                      |                      |   |  |            |            |            |
|  |                  |                  |                  |            |   |                          |                          |                          |   |  |                      |                      |                      |   |  |            |            |            |
|  |                  |                  |                  |            |   |                          |                          |                          |   |  |                      | 1e                   | Tampa Bay            | 4 |  |            |            |            |
|  |                  |                  |                  |            |   |                          |                          |                          |   |  |                      |                      |                      |   |  |            |            |            |
|  |                  | 4w               | La Crosse        | 1          |   |                          |                          |                          |   |  |                      |                      |                      |   |  |            |            |            |
|  |                  | 4w               | La Crosse        | 1          |   |                          |                          |                          |   |  |                      |                      |                      |   |  |            |            |            |
|  |                  |                  |                  |            |   |                          |                          |                          |   |  |                      |                      |                      |   |  |            |            |            |
|  |                  |                  |                  |            |   |                          |                          |                          |   |  |                      |                      |                      |   |  |            |            |            |
|  |                  | 3w               | Detroit          | 3          |   |                          |                          |                          |   |  |                      |                      |                      |   |  |            |            |            |
|  |                  |                  |                  | 3          |   |                          |                          |                          |   |  |                      |                      |                      |   |  |            |            |            |
|  |                  |                  | 4w               | La Crosse  | 4 |                          |                          |                          |   |  |                      |                      |                      |   |  |            |            |            |
|  |                  |                  | 4w               | La Crosse  | 4 |                          |                          |                          |   |  |                      |                      |                      |   |  |            |            |            |
|  |                  |                  |                  |            |   |                          |                          |                          |   |  |                      |                      |                      |   |  |            |            |            |
|  |                  |                  |                  |            |   |                          |                          |                          |   |  |                      |                      |                      |   |  |            |            |            |
|  |                  |                  |                  |            |   |                          | 4w                       | La Crosse                | 4 |  |                      |                      |                      |   |  |            |            |            |
|  |                  |                  |                  |            |   |                          |                          |                          | 4 |  |                      |                      |                      |   |  |            |            |            |
|  |                  | 1w               | Cincinnati       | 2          |   |                          |                          |                          |   |  |                      |                      |                      |   |  |            |            |            |
|  |                  | 1w               | Cincinnati       | 2          |   |                          |                          |                          |   |  |                      |                      |                      |   |  |            |            |            |
|  |                  |                  |                  |            |   |                          |                          |                          |   |  |                      |                      |                      |   |  |            |            |            |
|  |                  |                  |                  |            |   |                          |                          |                          |   |  |                      |                      |                      |   |  |            |            |            |
|  |                  | 2w               | Evansville       | 2          |   |                          |                          |                          |   |  |                      |                      |                      |   |  |            |            |            |
|  |                  |                  |                  | 2          |   |                          |                          |                          |   |  |                      |                      |                      |   |  |            |            |            |
|  |                  |                  | 1w               | Cincinnati | 3 |                          |                          |                          |   |  |                      |                      |                      |   |  |            |            |            |
|  | 5w               | Kansas City      | 1w               | Cincinnati | 3 | 0                        |                          |                          |   |  |                      |                      |                      |   |  |            |            |            |
|  | 5w               | Kansas City      |                  |            |   | 0                        |                          |                          |   |  |                      |                      |                      |   |  |            |            |            |
|  | 1w               | Cincinnati       | 4                |            |   |                          |                          |                          |   |  |                      |                      |                      |   |  |            |            |            |

## Vincitore
| Campione CBA 1986               |
| ------------------------------- |
| Tampa Bay Thrillers (2º titolo) |

## Statistiche
| Categoria             | Giocatore       | Squadra             | Stat |
| --------------------- | --------------- | ------------------- | ---- |
| Punti per gara        | Don Collins     | Tampa Bay Thrillers | 31,6 |
| Rimbalzi per gara     | Ken Green       | Florida Stingers    | 13,0 |
| Assist per gara       | Bryan Warrick   | Wisconsin Flyers    | 9,9  |
| Palle rubate per gara | Clinton Wheeler | Albany Patroons     | 3,9  |
| Stoppate per gara     | Brian Martin    | Tampa Bay Thrillers | 2,9  |
| FG%                   | Lamar Heard     | Cincinnati Slammers | 64,7 |
| FT%                   | Ray Hall        | Wyoming Wildcatters | 87,2 |

## Premi CBA
- CBA Most Valuable Player: Michael Young, Detroit Spirits
- CBA Coach of the Year: Mauro Panaggio, Bay State Bombardiers
- CBA Newcomer of the Year: John Drew, Wyoming Wildcatters
- CBA Rookie of the Year: Michael Adams, Bay State Bombardiers
- CBA Executive of the Year: John Ligums, Bay State Bombardiers
- CBA Playoff MVP: Rod Higgins, Tampa Bay Thrillers
- All-CBA First Team
  - Don Collins, Tampa Bay Thrillers
  - Clinton Wheeler, Albany Patroons
  - Ken Green, Florida Stingers
  - John Drew, Wyoming Wildcatters
  - Michael Young, Detroit Spirits
- All-CBA Second Team
  - Michael Adams, Bay State Bombardiers
  - Kevin Williams, Tampa Bay Thrillers
  - Claude Gregory, Evansville Thunder
  - Brian Martin, Tampa Bay Thrillers
  - Derrick Rowland, Bay State Bombardiers
- CBA All-Defensive First Team
  - Sidney Lowe, Tampa Bay Thrillers
  - Clinton Wheeler, Albany Patroons
  - Jerome Henderson, Detroit Spirits
  - Brian Martin, Tampa Bay Thrillers
  - Chris McNealy, Albany Patroons
- CBA All-Defensive Second Team
  - Michael Adams, Bay State Bombardiers
  - Jim Thomas, Kansas City Sizzlers
  - Ray Tolbert, Bay State Bombardiers
  - Bobby Parks, Pensacola Tornados
  - Derrick Rowland, Bay State Bombardiers